# De Horst
De Horst ist ein Dorf in der niederländischen Gemeinde Berg en Dal. Bis zur Auflösung der Gemeinde Groesbeek am 1. Januar 2015 gehörte der Ort dieser an.

## Lage
De Horst liegt rund zwei Kilometer östlich von Groesbeek und nordöstlich von Breedeweg, den beiden nächstgelegenen, größeren Orten. Das Dorf befindet sich unweit der deutschen Grenze, bei der Nachbargemeinde handelt es sich um Kranenburg.

## Einwohnerentwicklung
Die höchste Einwohnerzahl auf De Horst seit 1995 lag im Jahr 2022 vor, als der Ort 1.315 Einwohner zählte. Zuvor betrug der Höchstwert 1.300 Einwohner im Jahr 2001. Ab 2011 stagnierte die Einwohnerzahl nahezu und schwankte bis 1.215 und 1.230 Personen, bis sie im Jahr 2021 erstmals wieder diese Marke überschritt.
| Jahr | Einwohnerzahl |
| ---- | ------------- |
| 1995 | 1.110         |
| 1997 | 1.210         |
| 1999 | 1.220         |
| 2001 | 1.300         |
| 2003 | 1.240         |
| 2005 | 1.280         |
| 2007 | 1.250         |
| 2009 | 1.250         |
| 2011 | 1.225         |
| 2013 | 1.215         |
| 2015 | 1.215         |
| 2017 | 1.225         |
| 2019 | 1.230         |
| 2021 | 1.275         |
| 2023 | 1.375         |